# Lebane
Lebane (izvirno srbsko Лебане) je mesto v Srbiji, ki je središče istoimenske občine; slednja pa je del Jablaniškega upravnega okraja.

## Demografija
V naselju, katerega izvirno (srbsko-cirilično) ime je Лебане, živi 7575 polnoletnih prebivalcev, pri čemer je njihova povprečna starost 36,1 let (35,3 pri moških in 36,8 pri ženskah). Naselje ima 3046 gospodinjstev, pri čemer je povprečno število članov na gospodinjstvo 3,28.
To naselje je, glede na rezultate popisa iz leta 2002, večinoma srbsko.
|  |

| Demografija | Demografija     | Demografija     |
| Leto        | Št. prebivalcev | Št. prebivalcev |
| ----------- | --------------- | --------------- |
|             |                 |                 |
|             |                 |                 |
|             |                 |                 |
|             |                 |                 |
| 1948        | 1975            |                 |
| 1953        | 2103            |                 |
| 1961        | 2617            |                 |
| 1971        | 5889            |                 |
| 1981        | 7966            |                 |
| 1991        | 9528            | 9424            |
| 2002        | 10277           | 10004           |
|             |                 |                 |

| Etnična sestava po popisu iz leta 2002 | Etnična sestava po popisu iz leta 2002 | Etnična sestava po popisu iz leta 2002 | Etnična sestava po popisu iz leta 2002 | Etnična sestava po popisu iz leta 2002 |
| -------------------------------------- | -------------------------------------- | -------------------------------------- | -------------------------------------- | -------------------------------------- |
| Srbi                                   | Srbi                                   |                                        | 9.241                                  | 92,37%                                 |
| Romi                                   | Romi                                   |                                        | 617                                    | 6,16%                                  |
| Črnogorci                              | Črnogorci                              |                                        | 17                                     | 0,16%                                  |
| Makedonci                              | Makedonci                              |                                        | 15                                     | 0,14%                                  |
| Jugoslovani                            | Jugoslovani                            |                                        | 4                                      | 0,03%                                  |
| Hrvati                                 | Hrvati                                 |                                        | 3                                      | 0,02%                                  |
| Bolgari                                | Bolgari                                |                                        | 3                                      | 0,02%                                  |
| Slovenci                               | Slovenci                               |                                        | 2                                      | 0,01%                                  |
| Rusini                                 | Rusini                                 |                                        | 1                                      | 0,00%                                  |
| Madžari                                | Madžari                                |                                        | 1                                      | 0,00%                                  |
| Albanci                                | Albanci                                |                                        | 1                                      | 0,00%                                  |
| Neznano                                | Neznano                                |                                        | 16                                     | 0,15%                                  |